# Apelticka
Apelticka (Aurantiporus fissilis) är en svampart som först beskrevs av Berk. & M.A. Curtis, och fick sitt nu gällande namn av H. Jahn ex Ryvarden 1978. Aurantiporus fissilis ingår i släktet Aurantiporus och familjen Polyporaceae.   Inga underarter finns listade i Catalogue of Life.
I den svenska databasen Dyntaxa används istället namnet Spongipellis fissilis för samma taxon.  Arten är reproducerande i Sverige.